# Petroleuciscus esfahani
Petroleuciscus esfahani är en fiskart som beskrevs av Brian W. Coad och Bogutskaya 2010. Petroleuciscus esfahani ingår i släktet Petroleuciscus och familjen karpfiskar. Inga underarter finns listade i Catalogue of Life.